# Èbre
 (juin 2025).
Si vous disposez d'ouvrages ou d'articles de référence ou si vous connaissez des sites web de qualité traitant du thème abordé ici, merci de compléter l'article en donnant les références utiles à sa vérifiabilité et en les liant à la section « Notes et références ».
Pour les articles homonymes, voir Èbre (homonymie).
L'Èbre (en espagnol, en aragonais et en basque : Ebro ; en catalan : Ebre) est un fleuve espagnol. Sa longueur est de 928 km et son bassin versant a une superficie de 85 362 km2.
Au sein de la péninsule ibérique, il occupe la deuxième place en termes de longueur après le Tage et la deuxième place en termes de volume de débit et de bassin de drainage après le Douro. C'est le plus long fleuve entièrement situé en Espagne, les deux autres cités se jetant dans la mer sur le territoire du Portugal.

## Étymologie

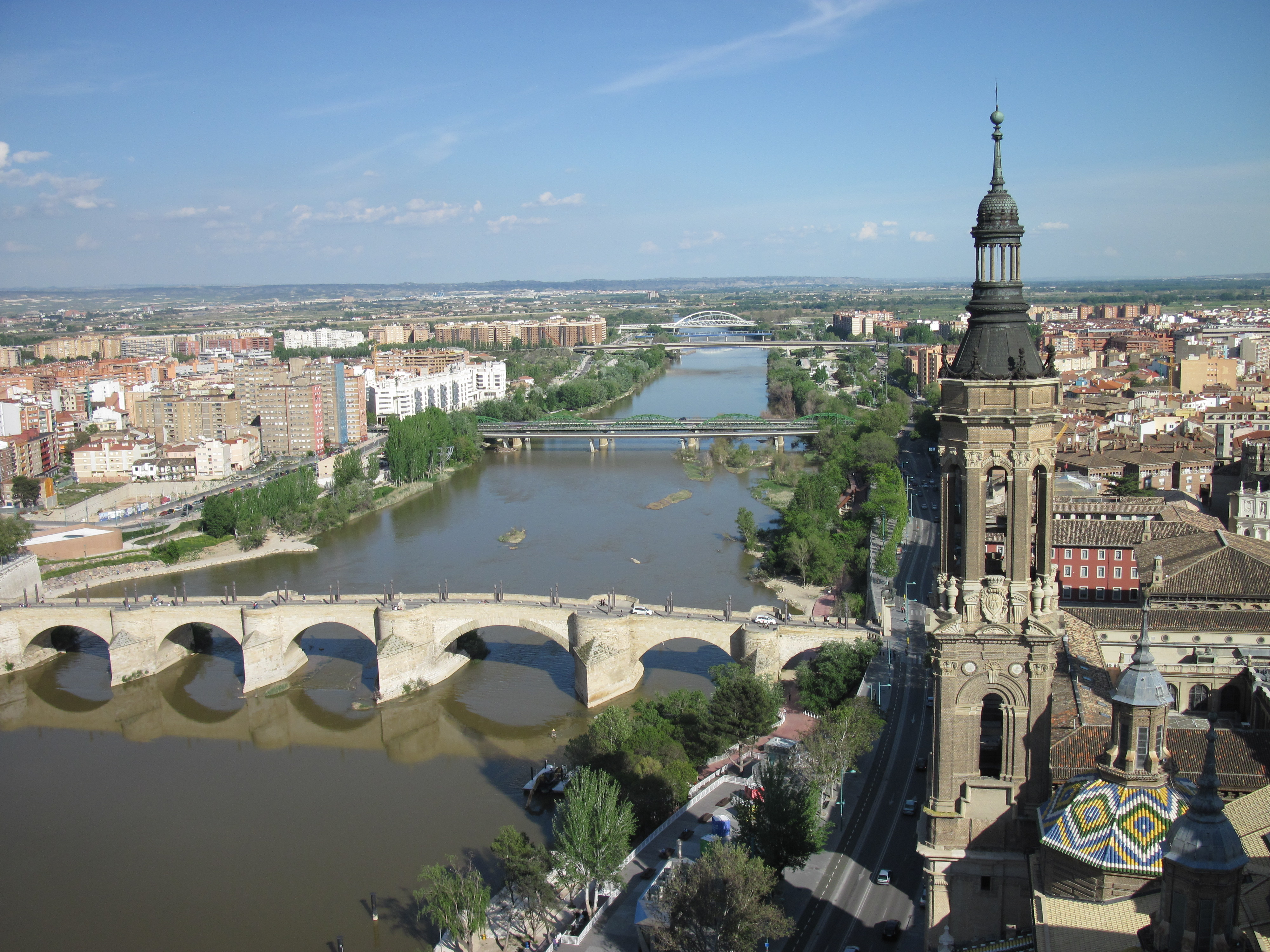
Le Pont de pierre sur l'Èbre à Saragosse.

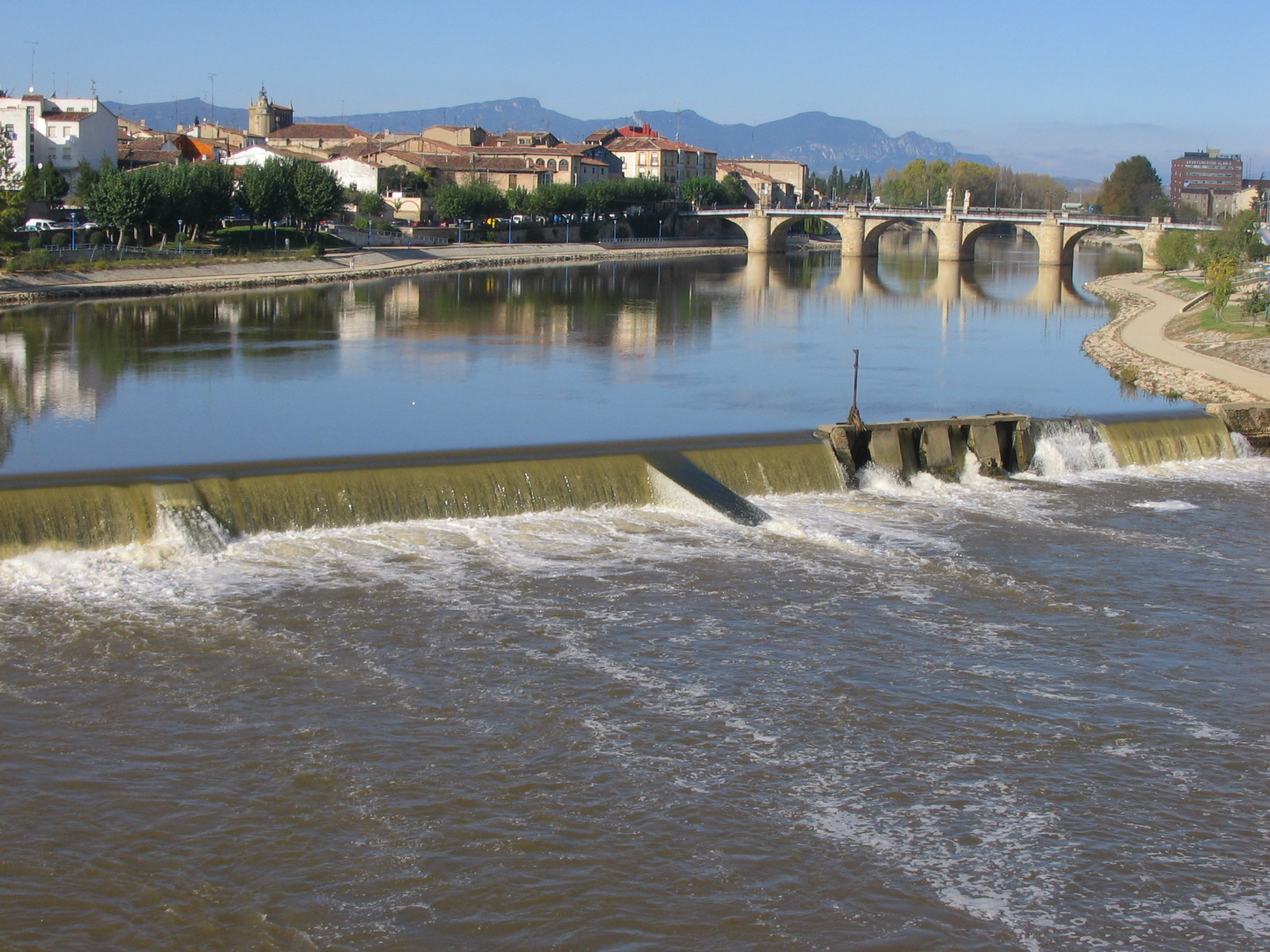
L'Èbre à Miranda de Ebro.

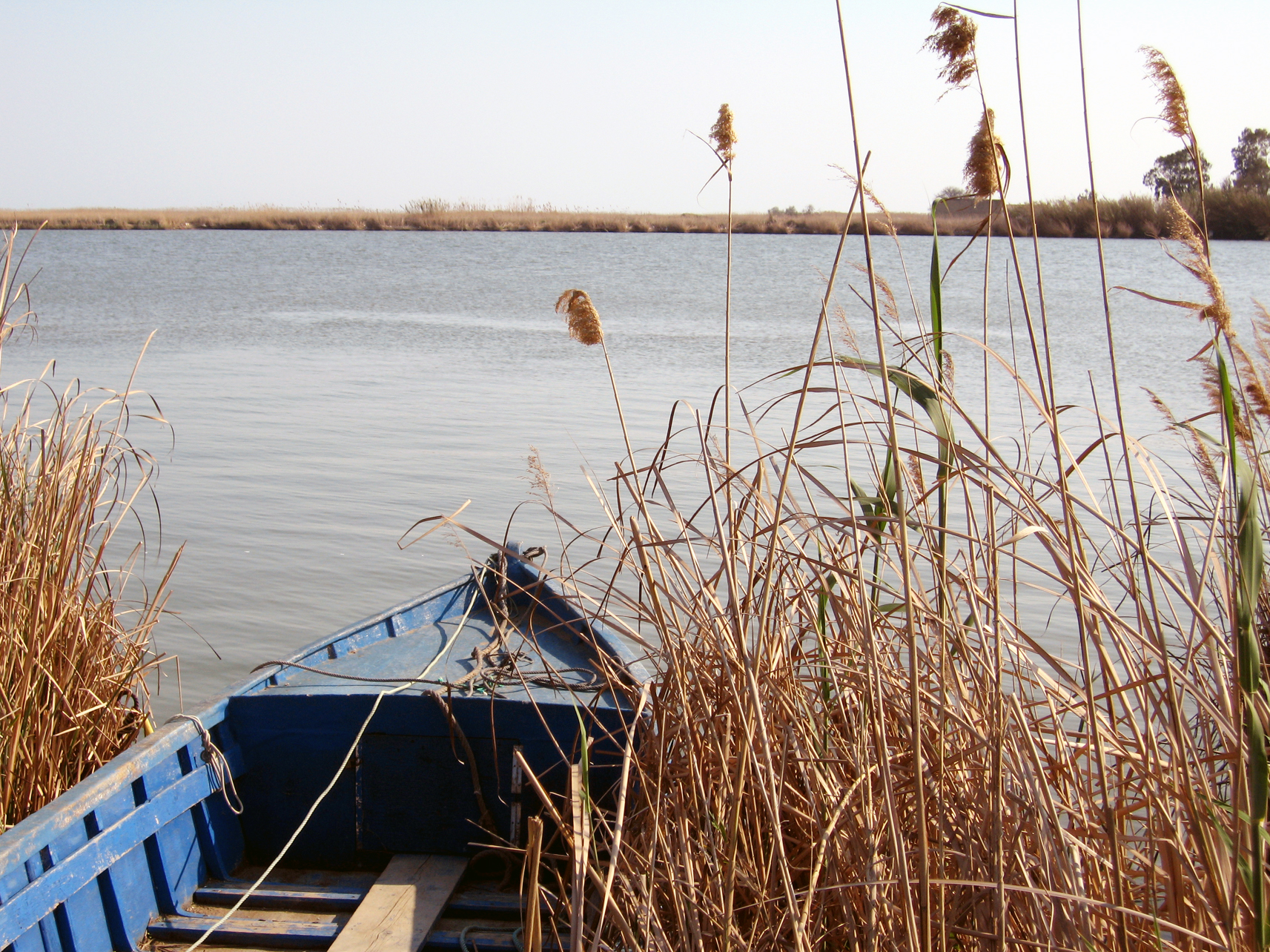
Embouchure de l'Èbre.

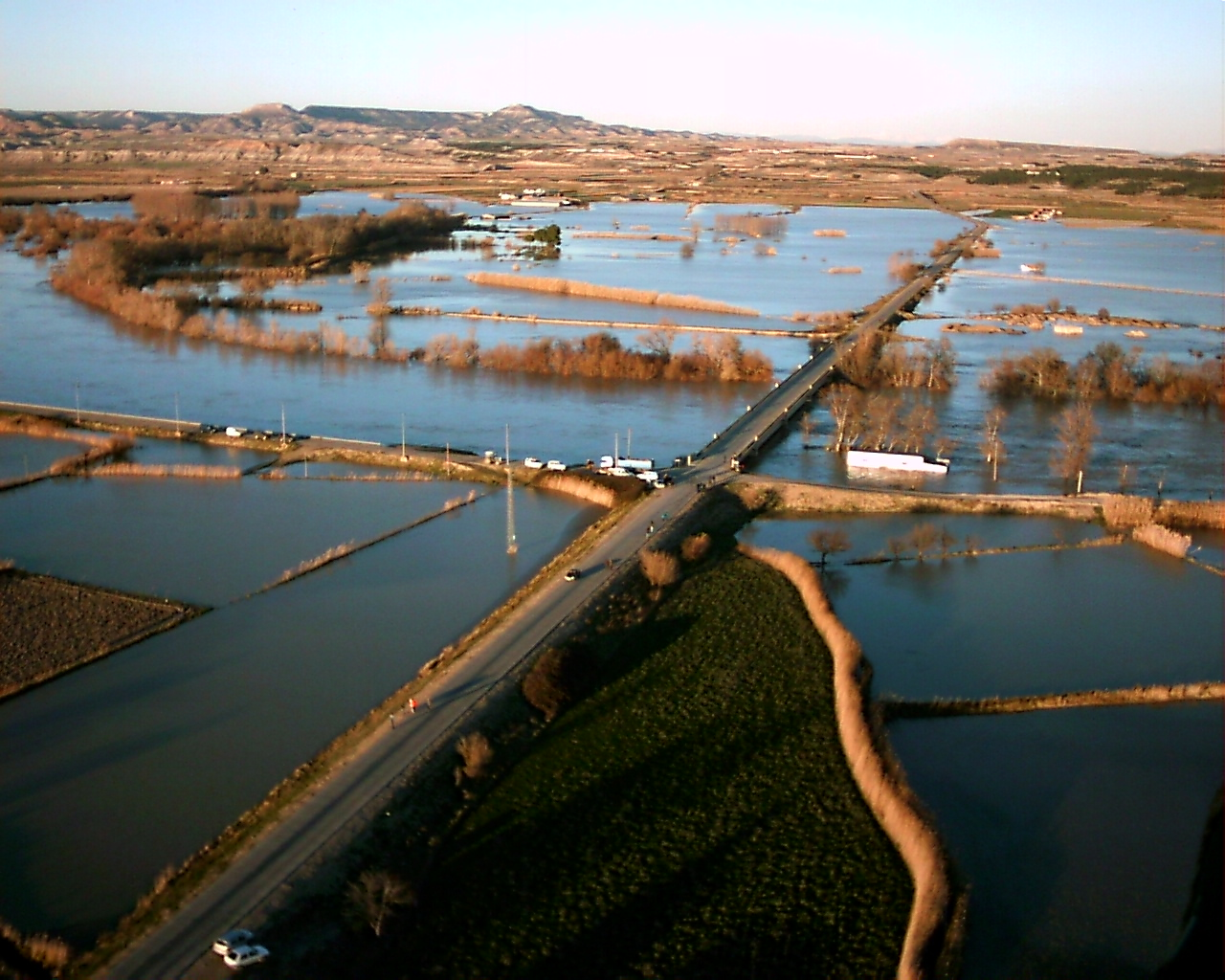
Crue de l'Èbre à Novillas (province de Saragosse) le 6 février 2003.

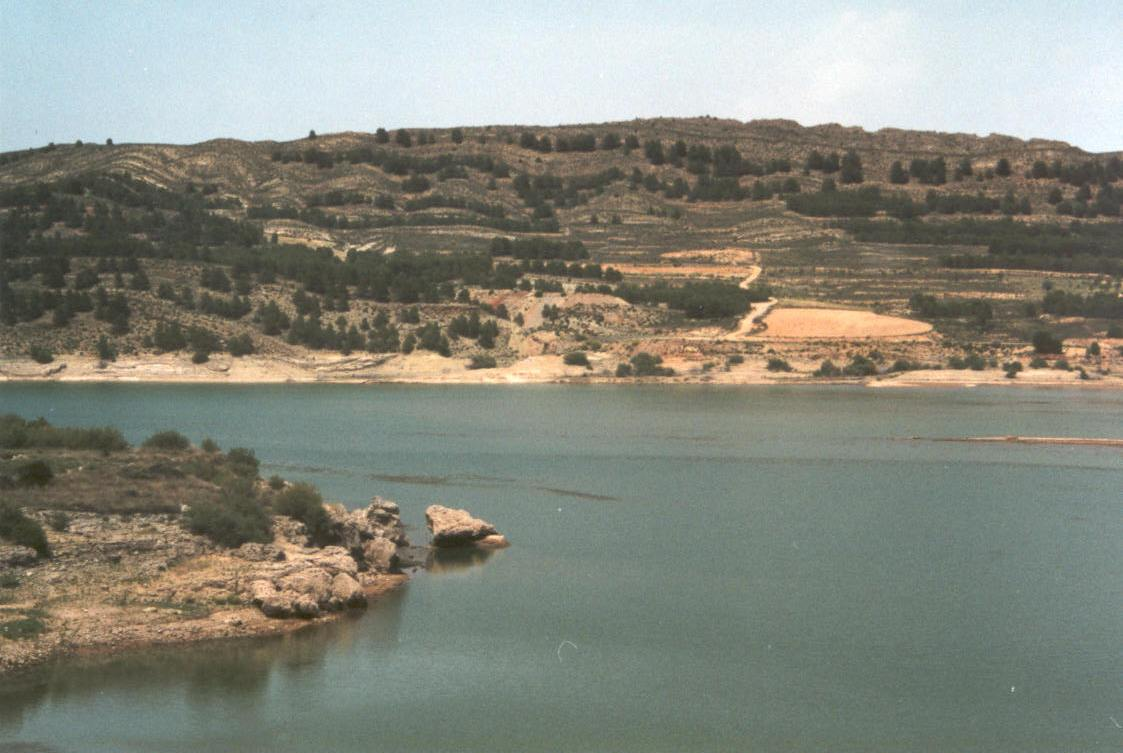
sur la Piedra, affluent du Jalón.

Les Grecs appelaient la rivière Ἴβηρ / Ibêr) et les Romains l'appelaient Hibēr, Ibēr ou Ibērus flūmen (nom dérivé du nom grec), ce qui a mené à son nom actuel. On ne connaît pas le sens éventuel du mot (H)ibēr. La péninsule Ibérique et les Ibères (en latin : Hibērī ou Ibērī), qui habitaient la région, étaient, selon les uns, nommés d'après la rivière, tandis que d'autres font remonter le nom à la racine indo-européenne *PiHwerjoHn (piouèryon, « fertile »). En basque moderne, le mot ibar signifie « vallée » ou « prairie arrosée » et ibai signifie « rivière », mais il n'y a pas de preuve liant l'étymologie du nom de l'Èbre avec ces mots basques. Cependant, il y a des rivières dans les Balkans nommés l'Ibar (Monténégro, Serbie et Kosovo) et Évros/Hèbre (Bulgarie et Grèce).
Le traité de l'Iber (226 av. J.-C.) semble faire référence à ce fleuve. L'Èbre a été le théâtre de l'une des batailles les plus importantes de la guerre civile espagnole.

## Géographie

### Source
Jusqu'à peu, sa source était considérée se trouver à Fontibre (es) (du latin, Fontes Iberis, « sources de l'Èbre », en grec, Ἴβηρ), à 880 m d'altitude, près de Reinosa dans la communauté autonome de Cantabrie, où un monument de l'artiste Jesús Otero a été érigé en 1951.
On estime aujourd'hui que l'Èbre prend naissance dans les sources de l'Híjar (es), au niveau du cirque du Pico Tres Mares (es) en Sierra de Peña Labra (es), à 1 980 m d'altitude et à 27 km en amont de Reinosa.

### Cours et embouchure
Son cours supérieur s'inscrit dans des gorges remarquables, incluses dans le Parc naturel des Gorges du Haut Èbre et Rudrón. Il traverse la Cantabrie, la Castille-et-León, La Rioja, la Navarre, l'Aragon avant de se jeter dans la Méditerranée en Catalogne, par un grand delta de 320 km2 près d'Amposta (province de Tarragone), où l'île de Buda divise le courant en deux bras principaux (Golas nord et sud). Les alluvions très abondantes qu'il charriait ont fait avancer le delta profondément dans la mer. Ces alluvions ont créé l'isthme du Trabucador à droite et celui du Fangar à gauche de l'embouchure. Un système méticuleux de canaux d'irrigation et d'évacuation favorise la culture du fameux riz bomba. Cinquante mille habitants peuplent le delta de l'Èbre. Le parc naturel du delta de l'Èbre a été créé en 1983 par la province de Catalogne et comprend les communes de Deltebre, Sant Jaume d'Enveja, Els Muntells (es) et Poblenou del Delta (es). Il constitue la zone humide la plus importante de Catalogne avec une superficie totale de 7 802 ha. Le delta est une « volière où se rassemblent plus de cent mille oiseaux appartenant à trois cents espèces ».
Aujourd'hui le delta de l'Èbre est en forte régression, les alluvions étant retenues par les nombreux barrages en amont. Si le fleuve près de son embouchure mesure 250 m de largeur et environ 8 m de profondeur, on n'y trouve plus qu'un mètre d'eau douce, le restant étant l'eau salée de la mer qui peut remonter, lors de fortes tempêtes, jusqu'à Tortosa, à plus de 40 km de l'embouchure.

### Villes et régions traversées
Le fleuve arrose les villes et les régions de Miranda de Ebro (Castille-et-León), Logroño (La Rioja), Tudela (Navarre), Saragosse (Aragon), Móra d'Ebre, Benifallet, Tivenys, Xerta et Tortosa (Catalogne).

## Hydrologie

### Régime fluvial
L'Èbre est un fleuve à débit important, au caractère irrégulier. À la fin de l'été se produisent des étiages significatifs dans tout le bassin conduisant à des débits d'un dixième du débit moyen. Durant l'hiver un étiage secondaire intervient, résultant des chutes de neige touchant une grande partie de son bassin, puisque son régime est pluvial, accumulant les grandes réserves hydrauliques des Pyrénées, et dans une moindre mesure des monts Cantabriques et du système ibérique. Au printemps, avec la fonte des neiges et les précipitations, il est à son débit maximal. Il atteint son second maximum à l'automne, à l'arrivée des pluies.
Les crues les plus importantes de ses cours haut et moyen interviennent à la fin de l'hiver, lors des chutes de neige de faible altitude suivies du dégel, surtout si celui-ci s'accompagne de pluies qui accélèrent la fonte. Lors de ces crues, ce sont les affluents gauches, tels que le Zadorra, l'Ega, l'Arga et l'Aragon, qui jouent le rôle le plus important. Ainsi les crues les plus significatives ont été constatées à Castejón, sur la rive navarraise, ainsi qu'aux abords de Saragosse.
Le flux aval est régulé par les barrages de Riba-roja d'Ebre, de Flix et de Mequinenza, bien que des crues puissent toujours se produire, causées par le dégel des affluents pyrénéens tels que le Sègre, le Cinca, le Noguera Pallaresa et le Noguera Ribagorzana, ou plus bas par l'influence de l'arrivée des pluies automnales sur les affluents de l'aval. En dépit de ces débordements et inondations, c'est de nos jours le cours intermédiaire du fleuve qui a le plus souffert des crues du XXIe siècle.
L'irrégularité de l'Èbre est telle qu'à Tortosa on a constaté un débit de 32 m3/s en période de sécheresse et des pointes à 20 000 m3/s lors de certaines crues. En amont, on a pu mesurer des débits supérieurs à 1 000 m3/s à Miranda del Ebro. Dans le cours intermédiaire, un maximum de 4 950 m3/s a été constaté en 1961 à Castejón. Au début des années 1900, le fleuve était encore navigable. C'était le seul trait d'union, de commerce, entre la côte et l'intérieur des terres.
Principales inondations à Saragosse depuis la fin du XIXe siècle
| - mars 1888 : 3 760 m3/s - janvier 1891 : 3 250 m3/s - février 1892 : 3 790 m3/s - janvier 1895 : 3 118 m3/s - mars 1930 : 3 600 m3/s | - décembre 1930 : 3 000 m3/s - octobre 1937 : 3 000 m3/s - janvier 1941 : 4 000 m3/s - février 1952 : 3 260 m3/s - janvier 1961 : 4 130 m3/s | - novembre 1966 : 3 154 m3/s - janvier 1981 : 2 940 m3/s - février 2003 : 2 988 m3/s - mars 2003 : 2 220 m3/s - avril 2007 : 2 282 m3/s |

### Production hydroélectrique

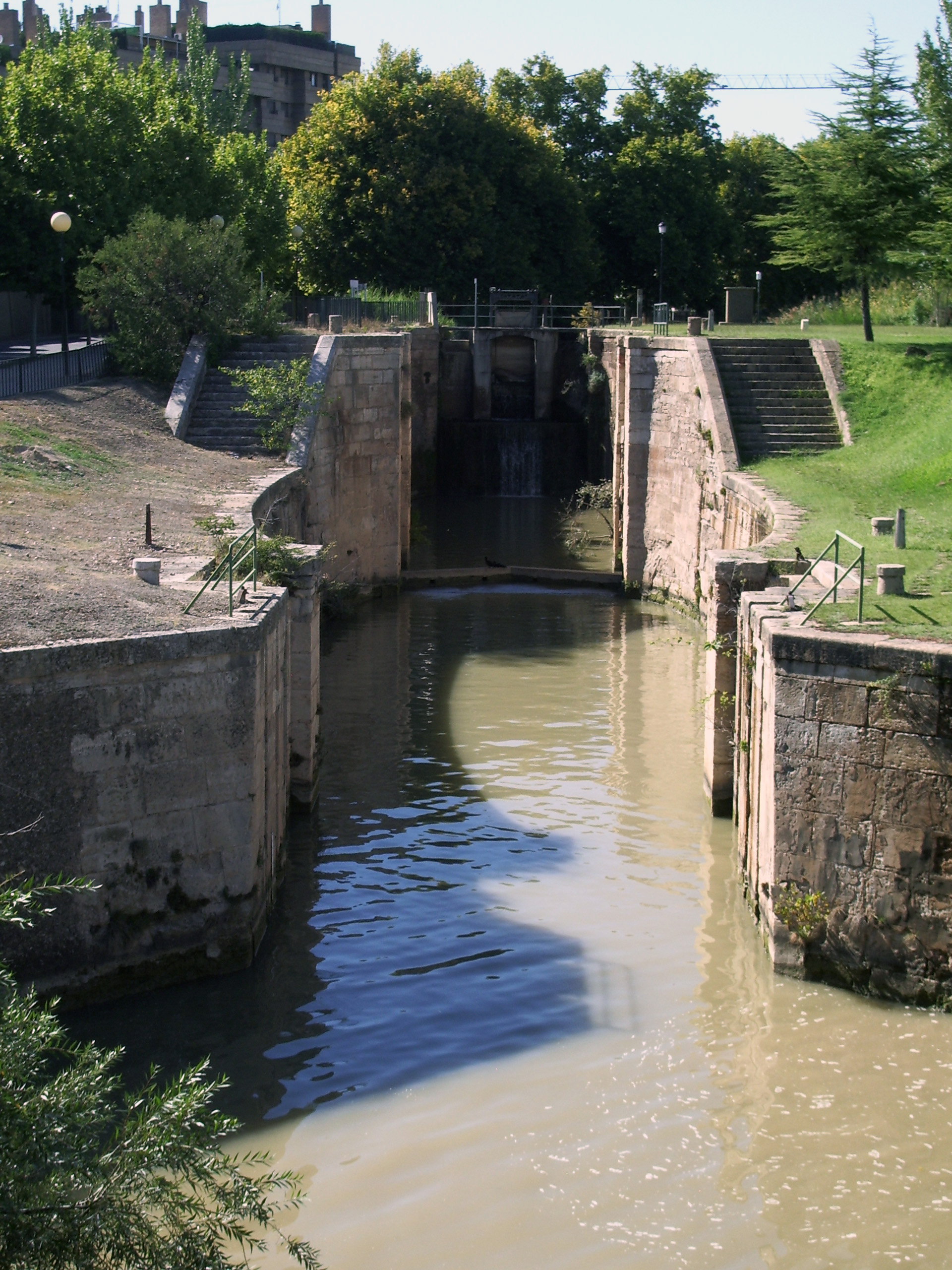
Écluses de Casablanca sur le canal impérial d'Aragon.

L'hydroélectricité du bassin fournit à l'Espagne 50 % de son électricité à partir des 74 centrales situées dans la province de Huesca, d'une puissance installée de 847 297 kW et d'une production de 2 787 000 000 kWh, des 30 centrales de la province de Saragosse (puissance 372 437 kW, production 761 000 000 kWh), des 34 centrales de province de Teruel (puissance installée 24 135 kW, production 28 000 000 kWh), etc.[réf. nécessaire]

### Infrastructures

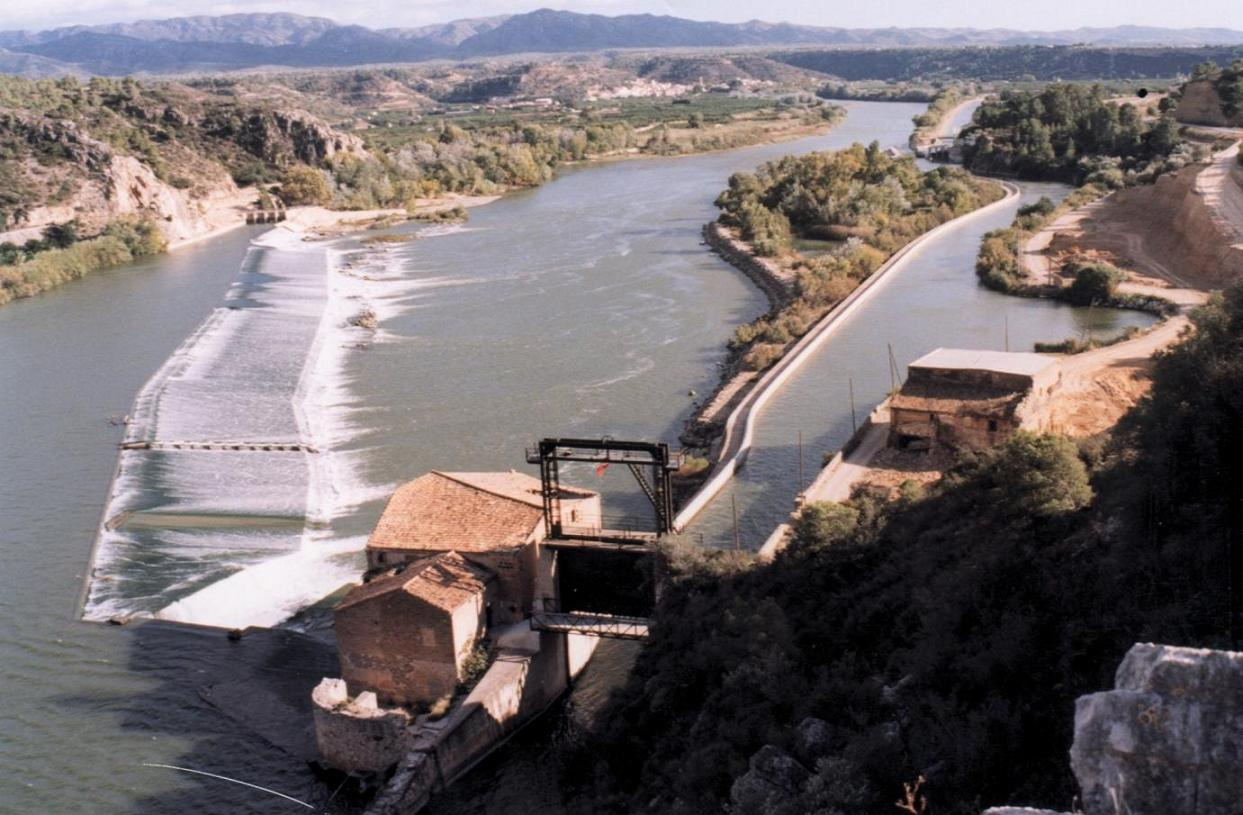
, à 60 km de l'embouchure de l'Èbre.

Les barrages de l'Èbre (es) en amont, de Mequinenza, de Flix (es) et de Ribarroja en aval, ont été construits pour la production d'électricité.
Pour l'irrigation du delta de l'Èbre et la riziculture, le déversoir de Cherta (es) a été créé au XVIe siècle à Xerta, à environ 60 km de l'embouchure. Il remplit deux canaux principaux : celui de la rive droite (es) et celui de la rive gauche (es), qui se déversent à leur tour dans le réseau d'irrigation du delta et se terminent près de l'embouchure.
Le débit moyen était en 1971 de 11 m3/s à Reinosa, 81 m3/s à Miranda de Ebro, 300 m3/s à Saragosse et 614 m3/s à Tortosa. Depuis, l'irrigation intensive a encore réduit ces valeurs. À l'embouchure, le débit devrait être de 745 m3/s contre 426 m3/s en 1994.
Il faut cependant noter que des déchets radioactifs extraits par l'usine Erkimia ont été enterrés dans ce fleuve, lors de la construction du barrage de Flix. Les populations et consommateurs en aval de Flix pourraient donc être sujets à une contamination.

## Évocation artistique
Le delta de l'Ébre sert de décor au roman L'autre moitié du monde (2022) de Laurine Roux.

## Histoire récente
En 1938, de juillet à août, a eu lieu un des épisodes les plus douloureux de la Guerre civile espagnole. Aux première heures du 25 juillet 1938, commence un affrontement qui se terminera par le retrait des troupes républicaines sur le rive gauche et la destruction du pont de Flix le 16 novembre 1938.